# Batalion Strzelców Polnych Nr 13

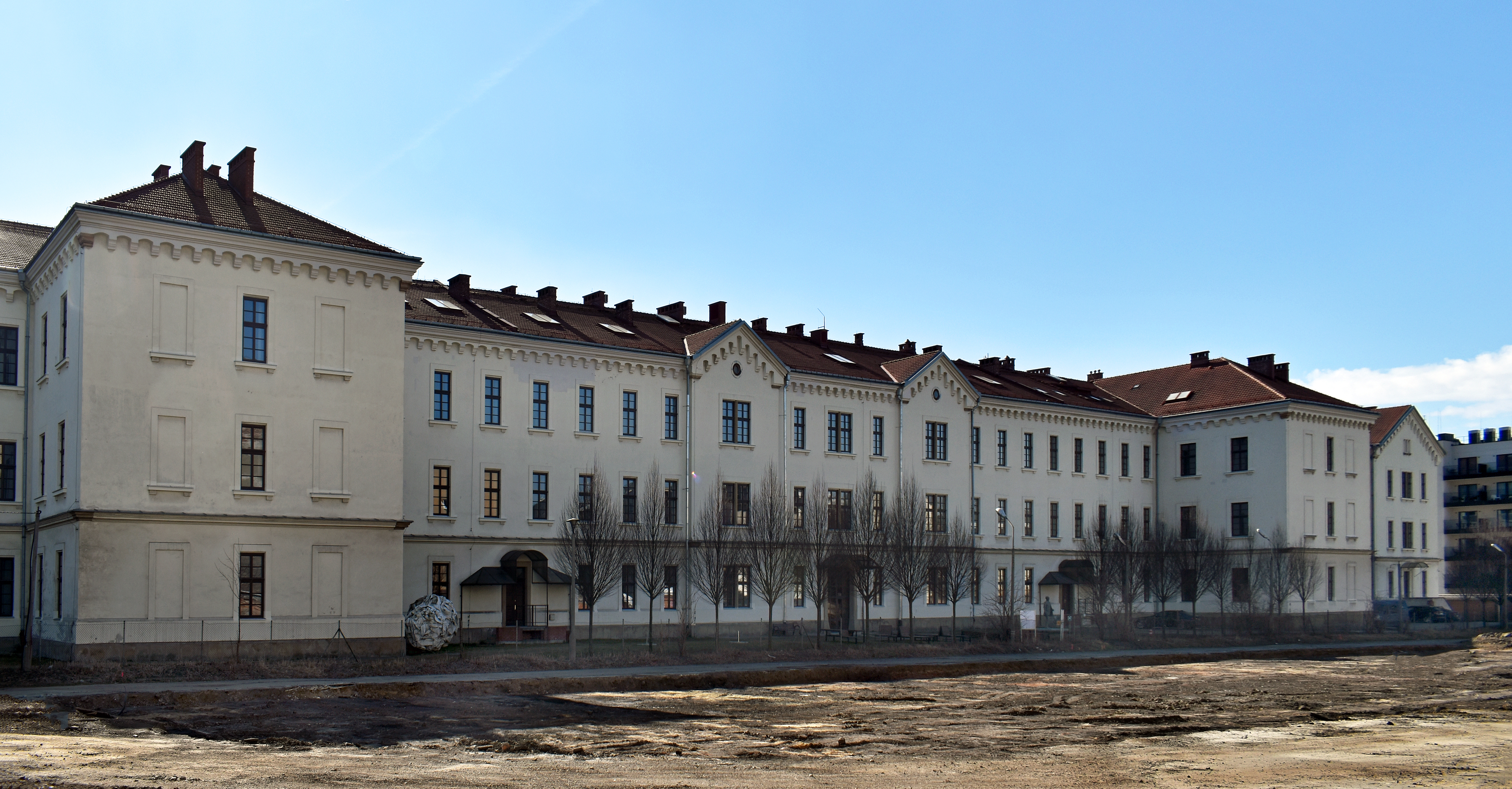
Koszary przy ul. Rajskiej 1.

Batalion Strzelców Polnych Nr 13 (FJB 13) – batalion cesarskich i królewskich strzelców polnych.

## Historia batalionu
Batalion został sformowany w 1849, jako jednostka czeska. Od 1883 miał swoją bazę rekrutacyjną w okolicach Krakowa, Nowego Sącza, Wadowic i Tarnowa.
Do 1913 używał nazwy wyróżniającej „Galicyjski” (niem. Galizisches Feldjägerbataillon Nr 13).
Swoje święto obchodził 4 czerwca, w rocznicę bitwy pod Magentą stoczonej w 1859.
Do 1894 batalion stacjonował w Tarnowie i wchodził w skład 24 Brygady Piechoty należącej do 12 Dywizji Piechoty.
W 1894 batalion został przeniesiony do Bochni i włączony w skład Dywizji Kawalerii Kraków.
W 1904 oddział został podporządkowany komendantowi 23 Brygady Piechoty należącej do 12 Dywizji Piechoty, a w 1905 przeniesiony do Bielska (niem. Bielitz).
W 1907 batalion został przeniesiony do Innsbrucku i włączony w skład 15 Brygady Piechoty należącej do 8 Dywizji Piechoty.
W latach 1912–1914 batalion stacjonował w Innsbrucku przy Universitätsstraße 17 i wchodził w skład 5 Brygady Piechoty należącej do 3 Dywizji Piechoty.
Batalion otrzymywał uzupełnienia (rekruta) z Okręgu 1 Korpusu.
Kadra kompanii zapasowej stacjonowała w garnizonie Kraków, w koszarach Franciszka Józefa (niem. Franz Josephs-Kaserne) przy ul. Rajskiej 1. Komendantami kadry byli kapitanowie: Joseph Brada (do 1913) i Karl Süss.
W czerwcu 1914 skład osobowy batalionu stanowili w 47% Polacy, a w 36% Ukraińcy, natomiast żołnierze innych naradowości – 17%.
W czasie I wojny światowej w szeregach batalionu walczyli porucznicy: Emánuel Aladár Korompay, Henryk Ptak, Wilhelm Sokol, Rudolf Vavrouch, Stanisław Wrona i Józef Zwierowski vel Holoubek.

## Komendanci batalionu
- ppłk Philipp Niklas (do 1890[26] → komendant IR. 42[27])
- mjr / ppłk Anton Angerholzer von Almburg (1890[28] – 1896 → komendant IR. 92[29])
- mjr / ppłk Rudolf von Löwenstein (1896[30] – 1903 → oficer sztabowy w Bh. IR. 2[31])
- mjr / płk Peter Togni (1903[32] – 1909 → komendant IR. 51[33])
- ppłk Alfred Klement von Treldewehr (1909[34] – 1912[35] → komendant IR Nr 41[36])
- ppłk Ludwig von Stampfer (1912 – 1914)[1]